# Aphilopota exterritorialis
Aphilopota exterritorialis là một loài bướm đêm trong họ Geometridae.